# Landgericht Landsberg
Das Landgericht Landsberg war die verwaltungsrechtliche Organisationseinheit des Kurfürstentums und des Königreichs Bayern auf der Landespurch in Landsberg am Lech.

## Geschichte
Ein Pfleggericht bzw. Landgericht des Herzogtums Bayern wurde erstmals 1270 bzw. 1280 in Urkunden erwähnt. Die zu Beginn des 19. Jahrhunderts neu formierten Landgerichte waren im Königreich Bayern Gerichts- und Verwaltungsbehörden, die 1862 in administrativer Hinsicht von den Bezirksämtern und 1879 in juristischer Hinsicht von den Amtsgerichten abgelöst wurden. Das Landgericht Landsberg ist daher als Vorgängerorganisation des Landratsamtes Landsberg am Lech wie auch des Amtsgerichts Landsberg am Lech zu betrachten.
Anlässlich der Einführung des Gerichtsverfassungsgesetzes am 1. Oktober 1879 wurde in Landsberg ein Amtsgericht errichtet, dessen Sprengel dem des vorhergehenden Landgerichtsbezirks älterer Ordnung entsprach. Aus Teilen der Landgerichtsbezirke Dachau und Landsberg war bereits 1823 das eigenständige Landgericht Bruck gebildet, der spätere Landkreis Fürstenfeldbruck.

## Im 18. Jahrhundert

### Umfang und Grenzen
Im Jahr 1752 umfasste das Landgericht Landsberg sämtliche Gemeinden des Altlandkreises Landsberg am Lech vor der Gebietsreform 1972 und die Orte Seestall und Geltendorf, sowie
- Vom Landkreis Fürstenfeldbruck die Gemeinden Adelshofen, Althegnenberg, Jesenwang, Kottgeisering, Landsberied, Moorenweis und Türkenfeld
- Vom Landkreis Weilheim-Schongau die Gemeinden Böbing, Raisting, Rottenbuch, Wessobrunn, Wildsteig, sowie den Gemeindeteil Oderding von Polling und die Gemeindeteile Fendt und Ammerhöfe des Marktes Peißenberg,
- Vom Landkreis Ostallgäu die Gemeindeteile Waalhaupten und Emmenhausen von Waal, die Gemeindeteile Beckstetten und Weicht von Jengen und Teile der Gemeindeteile Großkitzighofen und Honsolgen,
- Vom Landkreis Augsburg Teile des Gemeindeteiles Schwabmühlhausen von Langerringen,
- Vom Landkreis Aichach-Friedberg die Gemeinde Schmiechen, den Gemeindeteil Brunnen von Merching,
- Vom Landkreis Garmisch-Partenkirchen den Gemeindeteil Lettigenbichl von Bad Bayersoien.

Dem Landgericht unterstanden damals insgesamt 5959 Anwesen, von diesen unterstanden 3113 verschiedenen Niedergerichten, 2049 unmittelbar dem Landgericht, 556 der Stadt Landsberg und 241 dem Markt Dießen. Um 1800 hatte das Landgericht 29.000 Einwohner.

### Aufgaben und Gliederung
Das Landgericht war seit dem Mittelalter zuständig für die Hohe und Niedere Gerichtsbarkeit, führte aber auch reguläre Verwaltungstätigkeiten aus. Das Landgericht Landsberg bestand aus den drei Ämtern Ober-, Mitter- und Unteramt.

#### Oberamt
Das Oberamt umfasste die Gebiete Ummendorf und Peißenberg.
- Gebiet Ummendorf: Hagenheim, Issing, Lengenfeld, Mittelstetten, Oberhausen, Pitzling, Pflugdorf, Premen (abgegangen), Seestall, Seiferstetten, Stoffen, Thaining und Ummendorf

- Gebiet Peißenberg: Ammerhöfe (23 Gemeindeteile), Feistenau, Fendt und Stadl

#### Mitteramt
Das Mitteramt umfasste die Gebiete Hofstetten und Penzing.
- Gebiet Hofstetten: Dettenhofen, Dettenschwang, Entraching, Hartmannshausen, Hofstetten, Hübschenried, Hungermühle, Memming, Oberfinning, Obermühlhausen, Schlöglhof, Ummenhausen und Unterfinning

- Gebiet Penzing: Adelshausen, Burgholz, Epfenhausen, Geretshausen, Hattenhofen, Hechenwang, Höschelhof, Kottgeisering, Kreuthof, Machelberg, Oberbergen, Penzing, Petzenhausen, Peutenmühle, Pleitmannswang, Prittriching, Ramsach, Reisch, Riedhof, Schwabhausen, Schöffelding, Stillern, Schwifting, Thalhofen, Untermühlhausen und Westerschondorf

#### Unteramt
Das Unteramt umfasste die Gebiete Egling und Moorenweis
- Gebiet Egling: Beuerbach, Egling, Eresried, Mangmühle, Petzenhofen, Unfriedshausen, Wabern, Walleshausen, Wolfmühle und Zellhof

- Gebiet Moorenweis: Aich, Algertshofen, Brandenberg, Egg, Eismerszell, Eitelsried, Geltendorf, Hausen bei Geltendorf, Hohenzell, Jesenwang, Landsberied, Luttenwang, Moorenweis, Purk, Römertshofen und Windach

#### Hofmarken
Außerdem umfasste das Landgericht die folgenden Hofmarken, in Klammern der Inhaber im Jahr 1760:
- Adelshofen (Grafen Fugger)
- Brunnen (Kloster Dießen)
- Dünzelbach (Grafen von Törring-Seefeld)
- Emmenhausen (Kloster Hl. Kreuz Augsburg)
- Sitz Emming (Freiherren von Füll)
- Eresing (Freiherren von Füll)
- Erpfting (Freiherren von Donnersberg)
- Greifenberg (Freiherren von Perfall)
- Grunertshofen (Freiherren von Füll)
- Hofhegnenberg (Freiherren von Hegnenberg)
- Holzhausen (Kloster Rottenbuch)
- Hurlach (Freiherren von Donnersberg)
- Kaltenberg (Jesuitenkolleg Landsberg)
- Kaufering (Freiherren von Donnersberg)
- Lichten- und Haltenberg (Kurfürst von Bayern)
- Oberigling (Freiherren von Donnersberg)
- Obermeitingen (Kloster Rottenbuch)
- Pestenacker (Jesuitenkolleg Landsberg)
- Sitz Pöring (Freiherren von Berndorff)
- Pürgen (Freiherren von Wadenspann)
- Raisting (Kloster Dießen)
- Rottenbuch (Kloster Rottenbuch)
- Schmiechen (Grafen Fugger-Kirchberg)
- Steinbach-Langwied (Freiherren von Dürsch)
- St. Georgen (Kloster Dießen)
- Türkenfeld (Grafen Fugger-Kirchberg)
- Unterigling (Freiherren von Donnersberg)
- Utting (Kloster Andechs)
- Waalhaupten (Spital Landsberg)
- Weil (Deutschordens-Commende Blumenthal)
- Wessobrunn (Kloster Wessobrunn)
- Windach (Freiherren von Füll)
- Winkl (Jesuitenkolleg Landsberg)
- Zankenhausen (Jesuitenkolleg Landsberg)

#### Städte und Märkte
Das Landgericht umfasste ferner die Stadt Landsberg (mit Pössing, Sandau und Spötting) sowie den Markt Dießen am Ammersee (mit dem Ammersee).

## Im 19. Jahrhundert
1803 wurden die Landgerichte in Bayern neu geordnet bzw. teilweise auch neu errichtet. Das bisherige herzogliche Landgericht in Landsberg wurde umgewandelt in ein bayrisches Landgericht älterer Ordnung; seine Aufgaben und sein Territorium wurden neu umschrieben. Es umfasste danach die meisten Orte des heutigen Landkreises, doch wurden damals einige Orte im Süden des alten Landgerichts den Landgerichten Schongau und Weilheim zugeschlagen. Bei der Errichtung des Landgerichts Bruck (später Fürstenfeldbruck) 1823 musste das Landgericht Landsberg an das neue Landgericht im Nordosten ebenfalls einige Gemeinden abgeben.
Durch die Revolution 1848 wurden die adeligen Patrimonialgerichte endgültig aufgelöst und deren Zuständigkeitsbereiche dem Landgericht unterstellt. 1862 wurde aus 18 Gemeinden des Landgerichts Landsberg ein neues Landgericht Dießen am Ammersee errichtet. Dieses bildete zusammen mit dem Landgericht Landsberg das Bezirksamt Landsberg als Verwaltungsbehörde unter einem Kgl. Bezirksamtmann. Jedoch wurde 1879 das Landgericht Dießen bereits wieder aufgelöst. Auf die Bezirksstruktur hatte dies keine Auswirkungen.
Das Landgericht Landsberg wurde anlässlich der Einführung des Gerichtsverfassungsgesetzes am 1. Oktober 1879 in ein Amtsgericht umgewandelt, dessen Sprengel dem des vorhergehenden Landgerichtsbezirks älterer Ordnung entsprach.